# 李美淑
李美淑（韓語：이미숙，1960年4月2日—），韓國女演員。

## 爭議事件
2019年，韩国媒体曝光演员李美淑涉嫌与张紫妍自杀一事有关。据报道李美淑因对公司的收入分配不满，于是打算离开公司，却被经纪公司抓到她背着老公与小17岁的男公关发生不伦恋。李美淑为了威胁经纪公司和自己解约，竟假称帮她从痛苦中解放，哄骗张紫妍写下陪睡文书。李美淑拿到陪睡文件后，威胁公司成功脱身，同时抢先在不伦恋曝光前，爆出张紫妍被逼陪睡一事。张紫妍发现自己遭李美淑利用且被经纪公司威胁，被赶上绝路的她选择自杀。韓國網友認定為壞女人。

## 影視作品

### 電視劇
- 1981年：MBC《女人列傳－張禧嬪》飾 張禧嬪
- 1982年：MBC《單戀 (미련)》
- 1984年：MBC《朝鮮王朝五百年－雪中梅》飾 張綠水
- 1984年：MBC《물보라》
- 1985年：MBC《아무렴 그렇지 그렇고 말고》
- 1987年：MBC《불새》
- 1988年：KBS《은혜의 땅》
- 1989年：MBC《상처》
- 1992年：MBC《女人的房子》
- 1993年：SBS《你家的老公如何》
- 1993年：SBS《도깨비가 간다》
- 1995年：SBS《엘레지》
- 1995年：SBS《魔鬼走了》
- 1997年：SBS《蝸牛（又名 情逝 )》飾 潤珠
- 1998年：KBS《碎片》
- 1999年：MBC《為你瘋狂 (又譯 男人的速度無法知道 )》飾 楠紫
- 2000年：KBS《暗戀》
- 2000年：MBC《人的心情也不知》
- 2001年：SBS《女王 又譯 (俏女郎)、(激情姐妹花)》飾 春福
- 2002年：KBS《孤獨》飾 趙敬敏
- 2005年：SBS《愛情共感》飾 姜熙愛
- 2006年：KBS《偉大的遺產》飾 高雅娜（幼兒園主任）
- 2008年：KBS《大王世宗》
- 2008年：MBC《伊甸園之東》飾 楊春熙（東哲、東旭的媽媽）
- 2009年：SBS《自鳴鼓》飾 王紫實（羅姬的母親，崔理的二夫人）
- 2010年：KBS《灰姑娘的姐姐》飾 宋江淑（恩祖的媽媽，孝善的繼母）
- 2010年：SBS《微笑，媽媽》飾 趙福熙（達萊的媽媽）
- 2011年：SBS《千日的約定》飾 吳賢雅（香琪的媽媽，朴英奎的妻子，金海淑的朋友）
- 2011年：SBS《奇蹟試演》又譯《奇蹟的選秀》 擔任評委
- 2012年：KBS《愛情雨》飾 中年的金允熙（夏娜的媽媽）
- 2012年：JTBC《我們可以結婚嗎》飾 李德子（慧恩、慧珍的媽媽）
- 2013年：KBS《最佳李純信》飾 宋美玲
- 2013年：MBC《韓國小姐》飾 馬愛里
- 2013年：MBC《閃耀的羅曼史》飾 鄭順玉
- 2014年：KBS《鋼鐵人》飾 尹四月
- 2014年：MBC《薔薇色戀人們》飾 鄭詩芮
- 2016年：SBS《嫉妒的化身》飾 桂美淑
- 2017年：SBS《愛情的溫度》飾 柳英美
- 2017年：MBC《金钱之花》飾 鄭茉兰
- 2018年：SBS《油膩的Melo》飾 陳靜慧、金善女
- 2018年：SBS《如果是她的話》飾 閔慈英
- 2022年：KBS《依法相愛吧》飾 李妍珠
- 2022年：JTBC 《The Empire : 法之帝國》
- 2023年：tvN《特务家族》飾演 蝴蝶（特別出演）
- 2023年：MBN《完美的結婚公式》飾演 車妍華
- 2024年：tvN《淚之女王》飾演 牟璱凞
- 2025年：Disney+《暴風圈》飾演 林玉善

### 電影
- 1979年：《茂茂不懂事》
- 1980年：《火鳥》
- 1981年：《這深夜的擁抱》
- 1981年：《沒有這樣的女人嗎》
- 1983年：《野馬》
- 1983年：《X》
- 1984年：《那時乾枯的眼淚》
- 1984年：《外泊》
- 1984年：《尋鯨記》
- 1984年：《夜晚崩潰時》
- 1984年：《那年冬天》
- 1985年：《風流都市》
- 1985年：《畢業旅行》
- 1986年：《桑葉》
- 1986年：《冬天旅客》
- 1987年：《為愛，他留下秋天》
- 1987年：《內寺》
- 1987年：《有情》
- 1987年：《兩個女人的家》
- 1998年：《情事》
- 2000年：《聖劍傳奇》
- 2001年：《不忠》饰演 英姬
- 2002年：《瘋狂夜總會》饰演 赵恩子
- 2003年：《醜聞之朝鮮男女相悅之詞》饰演 赵氏夫人
- 2003年：《戀愛進行時》饰演 美淑
- 2008年：《熱情似火》饰演 金英美
- 2009年：《女演員們》饰演 李美淑
- 2011年：《阳光姐妹淘》饰演 过去照片中的女人（特别出演）
- 2013年：《肚臍》饰演 慧京
- 2015年：《獨家報導：良辰殺人記》饰演 白局长
- 2018年：《群山：詠鵝》飾演 牙科医院院長（特別出演）
- 2024年：《设计者》饰演 Jackie

## 綜藝節目
- 2017年：《寄宿房的女兒們》主持